# Лишаев, Юрий Михайлович
Юрий Михайлович Лишаев, «Фантик» (22 марта 1955, Симферополь — 8 июля 2025) — советский, украинский, российский альпинист, скалолаз, спелеолог, каякер. Неоднократный чемпион и призёр СССР и Украины по скалолазанию — мастер спорта СССР (14.07.1978), чемпион ВЦСПС. Почти половину своих восхождений Лишаев совершил без страховки. Один из первопроходцев лазания соло в СССР.

## Биография
Лишаев Юрий Михайлович родился в 1955 году в году в Симферополе. Скалолазанием увлёкся в Крымских горах. Первый тренер и наставник Юры Лишаева — мастер спорта международного класса, девятикратный чемпион Советского Союза Владлен Гончаров. Подтягивался на перекладине до 50 раз. В четырнадцать лет победил на первенстве СССР среди юниоров, а в двадцать три года выполнил программу мастера спорта (14.07.78) и стал чемпионом СССР.
Пионер свободного лазания в СССР. Совершил более двух тысяч официальных восхождений (без учёта тренировочных). Наиболее сложные восхождения в стиле соло и экстрим (без использования веревки) совершил на стенах Кавказа (Ушба, пик Щуровского, Шхельда, Айлама, вершина Кирпич), Средней Азии (стена Ягноб) и Крыма (около 40 первопрохождений) по маршрутам, в основном, высшей категории сложности, многие из которых никем не повторены до сих пор.
В 1979 году Юрий Лишаев проходит соло по потолку грота Голицына в Новом Свете. В 1986 году Лишаев впервые покорил замерзший водопад Учан-Су, самый высокий в Восточной Европе (98,5 м). В 1990 году Ю. Лишаева пригласили с визитом в США, где он совершал и соло и парные восхождения. В одиночку покорил высшую точку Орегона — вершину Худ.
На южной скальной стене горы Мшатка-Кая проложил «Маршрут Лишаёва» 5Б, VI, A3, 270 м, маршрут «Рыжий вывал» 5Б, VI, A3, 260 м.
Практиковал также экстремальный спелеотуризм. В зимних условиях в одиночку спустился в шахту Бездонную на Чатыр-Даге (расширенный книзу карстовый колодец, глубина сто шестьдесят метров.
Переход на свободное лазание привел к конфликту с официальным подходом к безопасности. Руководство Федерации альпинизма СССР угрожало дисквалифицировать скалолаза, называя его одиночные восхождения в стиле «экстрим» хулиганством. В ответ в 1980 году Юрий Лишаев уничтожил свои документы мастера спорта СССР.
Его способности оценили кинематографисты и в 1996 году за очередную документальную ленту наградили дипломом Международного фестиваля-конкурса альпинистских фильмов в Швейцарии. Второй диплом он получил на фестивале в Москве, где почти десять лет сотрудничал с Ю. А. Сенкевичем в телепрограмме «Клуб кинопутешественников». Неоднократно был травмирован. Пятая травма (повреждение позвоночника) получена при падении в полете на параплане во время съемок фильма для «Клуба кинопутешествий» 7 июня 1993 года. Долго лечился, инвалид 1 группы, по прогнозу врачей пожизненное передвижение на инвалидной коляске. Юрий Лишаев не только встал, но вернулся в горы, первое восхождение после травмы он совершил в одиночку на Уарч-Кая (Куба-Кая).
В последние годы из-за болей в ногах увлёкся каякингом. 9 мая 2011 года Лишаев стартовал на своем каяке из поселка Геройское и за 26 суток один проплыл более 400 км до Севастополя.
Белорусский предприниматель Александр Мирошник помог Лишаеву с приобретением лодки. В 2012 году в одиночку Лишаев прошёл на пластиковом каяке от истока Днепра к устью, далее в Чёрное море к Крымскому полуострову затем вышел в Азовское море через Керченский пролив к городу Геническ, где завершил своё путешествие пройдя за 120 дней более 2500 километров. Акция называлась «Ковчег Надежды».
Язычник, практикует круглогодичные купания. Жена Алла, дочь Олеся.
В 2018 году Михаил Михайлович Слинкин написал о Лишаеве биографическую книгу.
Скончался 8 июля 2025 года в возрасте 70 лет.